# 1996 en Palestine
Chronologie de la Palestine
- 1992
- 1993
- 1994
- 1995
- 1996
- 1997
- 1998
- 1999
- 2000

Cette page concerne les événements survenus en 1996 en Palestine :

## Évènements
- 5 janvier : Le Shin Bet assassine Yahia Ayache, l'artificier en chef du Hamas et le chef du bataillon de Cisjordanie des brigades Izz al-Din al-Qassam, au moyen d'un téléphone portable piégé[1].
- 19 janvier : Trois membres du Hamas sont tués lors d'une attaque contre un barrage routier de l'armée israélienne. Un soldat israélien est blessé.
- 20 janvier : Élections générales palestiniennes
  - Élection présidentielle palestinienne de 1996 : Le président palestinien sortant Yasser Arafat bat l'opposante Samiha Khalil, consolidant ainsi sa position de président[2].
  - Élections législatives palestiniennes de 1996 : Le Fatah remporte 50 sièges sur 88, devenant ainsi le parti majoritaire au Conseil législatif palestinien[3].
- 22 janvier : Yasser Arafat reçoit des appels de félicitations dans son quartier général de Gaza. Le consul général américain Edward R. Abington, qui a rendu visite à Arafat, a déclaré que leur entretien avait été interrompu par des appels de Nelson Mandela et des premiers ministres de Turquie et d'Algérie[4].
- 12 février : Inauguration du président palestinien en 1996 : Le président palestinien Yasser Arafat prête serment et entame un nouveau mandat en tant que président de la Palestine, 23 jours après l'élection.
- 25 février : 
  - Attentat à la bombe à la gare routière d'Ashkelon : deux Israéliens sont tués. Le Hamas revendique la responsabilité de l'attentat.
  - Premier attentat suicide de la route de Jafa (en) (bilan : 27 morts - 45 blessés)
- 3 mars : Deuxième attentat suicide de la route de Jafa (en) (bilan : 16 morts - 7 blessés)
- 4 mars : Attentat suicide au centre Dizengoff (en) : Un kamikaze du Hamas fait exploser une bombe à l'extérieur du centre Dizengoff, le plus grand centre commercial de Tel Aviv, tuant 20 personnes et en blessant 75 autres.
- 7 mars : Le premier Conseil législatif palestinien (CLP) prête serment et se réunit pour la première fois, 47 jours après l'élection. Ahmed Qurei devient le premier président du Conseil législatif palestinien.
- 24 avril : Après une réunion de deux jours dans la ville de Gaza, le CNP adopte deux résolutions modifiant la charte de l'OLP.
- 9 mai : Yasser Arafat annonce les noms des nouveaux ministres.
- 15 mai : Yasser Arafat déclare au Conseil national palestinien qu'il lui faudra encore une semaine pour finaliser la liste des portefeuilles.
- 17 mai : Le deuxième gouvernement Arafat (en) prête serment et est dirigé par le président palestinien Yasser Arafat.
- 24 septembre :
  - Émeutes du tunnel du mur des Lamentations (en) : Le Premier ministre israélien Benjamin Netanyahou autorise l'ouverture d'une sortie dans le quartier arabe de Jérusalem pour le tunnel du mur occidental, que le précédent Premier ministre israélien Shimon Peres avait demandé de suspendre dans l'intérêt de la paix[16], ce qui déclenche de violentes émeutes en Cisjordanie et dans le nord de la bande de Gaza[5]. Au cours des trois jours qui suivent, 16 soldats israéliens et environ 60 Palestiniens sont tués lors des émeutes[6].
- 11 décembre : Des hommes armés du Front populaire de libération de la Palestine attaquent une voiture transportant des colons israéliens près de la colonie de Bet El, en Cisjordanie occupée, tuant une femme et son fils de 12 ans.

## Sortie de films
- Chronique d'une disparition
- Haïfa

## Sports
- Participation du Shabab Rafah (en) à la coupe des clubs champions arabes de football
- Participation de la Palestine aux Jeux olympiques d'été de 1996
- Création du Club Jabal Al-Mukaber (en) (football)

## Créations
- Autorité de la qualité de l'environnement (en)
- Centre culturel Khalil Sakakini (en)
- Conseil législatif palestinien
- Ministère de l'Agriculture (en)
- Musée national de Tulkarem
- Stade international Faisal Al-Husseini

## Dissolution
- Premier gouvernement Arafat (en)